# K7리그 성남
K7리그 성남(K7 League Seongnam)은 대한민국 경기도 성남시에서 진행되는 축구 대회이다.

## 역사
2017년 '디비전-7 성남시 리그'라는 이름으로 시작되었으며 2017시즌에는 1개 권역에서 6개 팀이 참가했으며, 2018 시즌에는 1개 권역에서 6개 팀이 참가했다.

## 시즌별 결과
| 시즌   | 권역 | 참가 | 우승 | 준우승 | 승격         | 비고                               |
| ------ | ---- | ---- | ---- | ------ | ------------ | ---------------------------------- |
| 2017년 | 1개  | 6개  |      |        |              |                                    |
| 2018년 | 1개  | 6개  |      |        | 성남 FC 라바 | 승격팀은 2019 K6리그 경기 C에 참가 |
| 2019년 | 2개  | 12개 |      |        |              |                                    |

## 같이 보기
- K7리그